# Municipio de Gutiérrez Zamora
El municipio de Gutiérrez Zamora es uno de los 212 municipios en que se encuentra dividido el estado mexicano de Veracruz. Su cabecera es la ciudad del mismo nombre.

## Geografía
El municipio se encuentra localizado en el norte del estado de Veracruz, en la Región Totonaca. Tiene una extensión territorial de 179.967 kilómetros cuadrados que representan el 0.25 % de la extensión total de Veracruz. Sus coordenadas geográficas extremas son 20°22′ - 20°32′ de latitud norte y 97°1′ - 97°12′ de longitud oeste, y su altitud va de un mínimo de 10 a un máximo de 200 metros sobre el nivel del mar.
El municipio de Gutiérrez Zamora limita al norte, noreste, este y sur con el municipio de Tecolutla y al oeste con el municipio de Papantla.

## Demografía
De acuerdo a los resultados del Censo de Población y Vivienda de 2010 realizado por el Instituto Nacional de Estadística y Geografía, la población total del municipio de Gutiérrez Zamora asciende a 24 085 personas, de las que 12 897 son mujeres y 11 188 son hombres.
La densidad poblacional es de 135.32 habitantes por kilómetro cuadrado.

### Localidades
El municipio incluye en su territorio un total de 74 localidades. Las principales, considerando su población del censo de 2020 son:
| Localidad                                  | Población |
| Total Municipio                            | 24 085    |
| Gutiérrez Zamora                           | 13 966    |
| Carrillo Puerto (Santa Rosa)               | 1 683     |
| Nuevo Renacimiento 2000                    | 1 065     |
| Lomas de Arena                             | 967       |
| Ignacio M. Altamirano (Plan de Altamirano) | 753       |

## Política

### Representación legislativa
Para la elección de diputados locales al Congreso de Veracruz y de diputados federales a la Cámara de Diputados federal, el municipio de Gutiérrez Zamora se encuentra integrado en los siguientes distritos electorales:
Local:
- Distrito electoral local de 7 de Veracruz con cabecera en Martínez de la Torre.[4]

Federal:
- Distrito electoral federal 6 de Veracruz con cabecera en Papantla de Olarte.[5]